# Keiko Iwasaka
Keiko Iwasaka (岩阪恵子, Iwasaka Keiko, 17 juin 1946) est une romancière japonaise, né dans la préfecture de Nara.
En 1986, elle remporte le Prix Noma du jeune écrivain pour Mimoza no hayashi o (ミモザの林を). Elle remporte le Prix Kawabata en 2000 pour Ame nochi ame? (雨のち雨?).